# Andrew Cole
Andrew Alexander Cole (født 15. oktober 1971 i Nottingham, Nottinghamshire, England) er en tidligere professionel engelsk fodboldspiller. Han er bedre kendt under navnet Andy Cole (som han blev kaldt verden over i 1990’erne), men i 2000 ville han hellere være kendt som Andrew Cole.